# Production de films en ligne
 (novembre 2020).
Améliorez-le ou discutez des points à vérifier. 
La production de films en ligne consiste à financer par le recours au financement participatif des films.
Ainsi, en France, des labels tels que My Major Company auquel Warner Music France s’est associé en signant un contrat de distribution voient le jour, ou encore, dans le domaine du sport, MyFootballClub.co.uk. Aujourd'hui, les sites permettant aux internautes de participer au financement de projets cinématographiques et d'y participer grâce à différents sites web, notamment motionsponsor.com et touscoprod.com, créés en janvier 2009, fleurissent sur le net.

## Fonctionnement de la production de films en ligne
L’objectif de la production communautaire est de proposer aux internautes de devenir membres du site et de soutenir un ou plusieurs projets de films, pour une ou plusieurs phases de production, en achetant une prestation et en souscrivant une participation, en vue de permettre leur production et leur exploitation.
touscoprod.com, par exemple, n’agit qu’en tant qu’intermédiaire d’une part, pour le compte d’un producteur en assurant la promotion du projet en question et en collectant les diverses participations émises par les internautes et enfin pour le compte de chaque internaute qui contribue et devient par là un coproducteur.

## Le choix des projets à financer
Les projets sont proposés par des producteurs, des producteurs délégués, des distributeurs indépendants voire des réalisateurs. Leur faisabilité économique est évaluée par le site web sur le scénario, le budget et le plan de financement établis par les initiateurs du projet. 
Aussi les sites web font des démarches afin de trouver des projets susceptibles de plaire au public, en se rendant à de nombreux festivals internationaux dont les plus prestigieux tels que Cannes, Berlin, Venise.
En avril 2010, le producteur de films pour adultes Marc Dorcel décline le concept dans son propre domaine et lance le premier site de production participative de film X, Mydorcel.com.

## Le statut de coproducteur
Le site web est un intermédiaire qui conclut des contrats de production avec des producteurs ou des distributeurs indépendants, qui nécessitent, pour finaliser le projet, de financements supplémentaires. Les internautes mandatent donc le site web de signer des contrats de production.
Les internautes sont des coproducteurs et ils récupèrent leur financement de départ, si le film rencontre le succès minimal espéré voire plus si le projet est véritablement une réussite. Ainsi 75 % des recettes nettes attribuées à motionsponsor dans le cadre de la coproduction du film sont redistribuées aux internautes jusqu'à récupération de leur contribution. Au delà, les recettes se répartiront à parts égales entre ces derniers et le site.
D’autre part, les coproducteurs internautes peuvent voir leur nom s’afficher au générique des œuvres auxquelles ils ont participé puis interagir, selon les possibilités offertes par certains sites web, avec les équipes de production. Ils ont également la possibilité par un sondage réalisé au cours d’une projection test du film, de donner leur avis sur le montage et de permettre ainsi au réalisateur de modifier certains passages voire de retravailler sur le montage. Dans le cas où il n’y est pas favorable, celui-ci doit justifier ses choix auprès des internautes.
De plus, les internautes bénéficient d’avantages tels qu’assister au tournage avec une priorité assurée pour être figurant et à l’avant-première, visionner le film par streaming en avant-première, obtenir un DVD du film avec un « teaser » personnalisé ou encore obtenir des goodies gratuitement.

## Intérêt de la production de films en ligne
La volonté première de permettre à l’internaute de participer à des projets artistiques est de favoriser le cinéma indépendant aussi bien français qu’international. En effet, ces sites web ont pour objectif de permettre à des films issus de petites productions de voir le jour via la création d’une communauté de soutien autour de ces projets. Celle-ci est favorisée, notamment  par des items Facebook, Twitter, Myspace disponibles sur ces sites. 
L’intérêt est que ces films soient distribués en salle et donc promus au même titre que des films issus d’importantes productions. Les producteurs indépendants qui ne bénéficient pas ou peu de subventions du Centre national de la cinématographie peuvent par ce biais, faire naître des projets cinématographiques qui sont sollicités directement par le public.